# Biharia, Bihor
Biharia (în maghiară Bihar) este satul de reședință al comunei cu același nume din județul Bihor, Crișana, România.

## Vestigii arheologice
Cetatea Biharia (Castrum Byhor, astăzi ruinată) este situată la 14 km nord de Oradea, lângă satul omonim, într-o zonă de șes inundabil. Este menționată în izvoare ca fiind capitala voievodului Menumorut care a rezistat aici 13 zile asediului maghiar (sfârșitul secolului al X-lea). Este o fortificație cu valuri de pământ (înălțimea actuală: 5-7 m), de plan dreptunghiular (115 x 150 m), înconjurată de șanțuri cu apă (late de 15-20 m). Sistemul defensiv era întregit de un mic bastion circular („cetatea fetelor”). În secolul al XI-lea aici a fost reședința unui Episcopat Romano-Catolic, mutat apoi la Oradea.

## Imagini

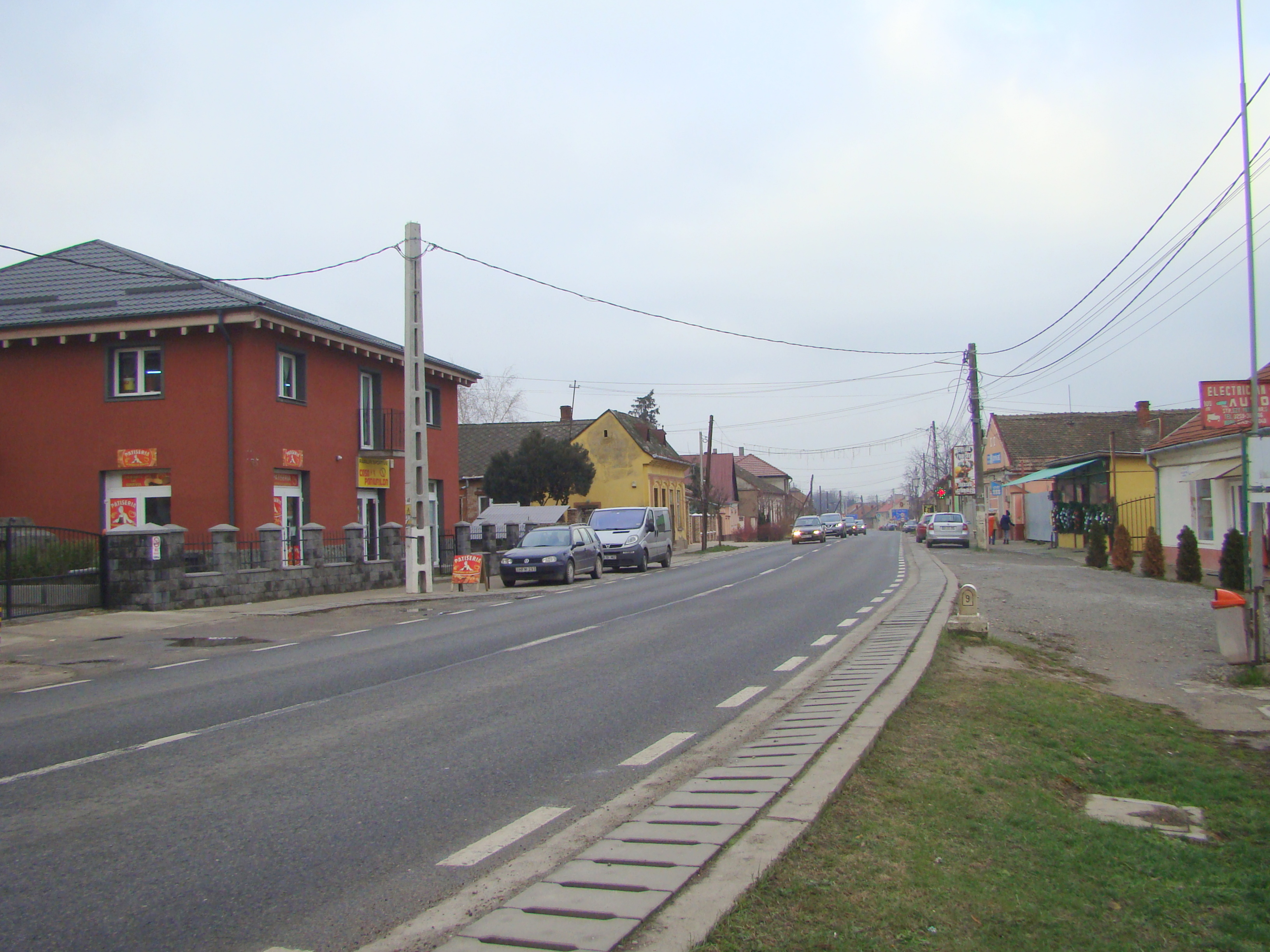
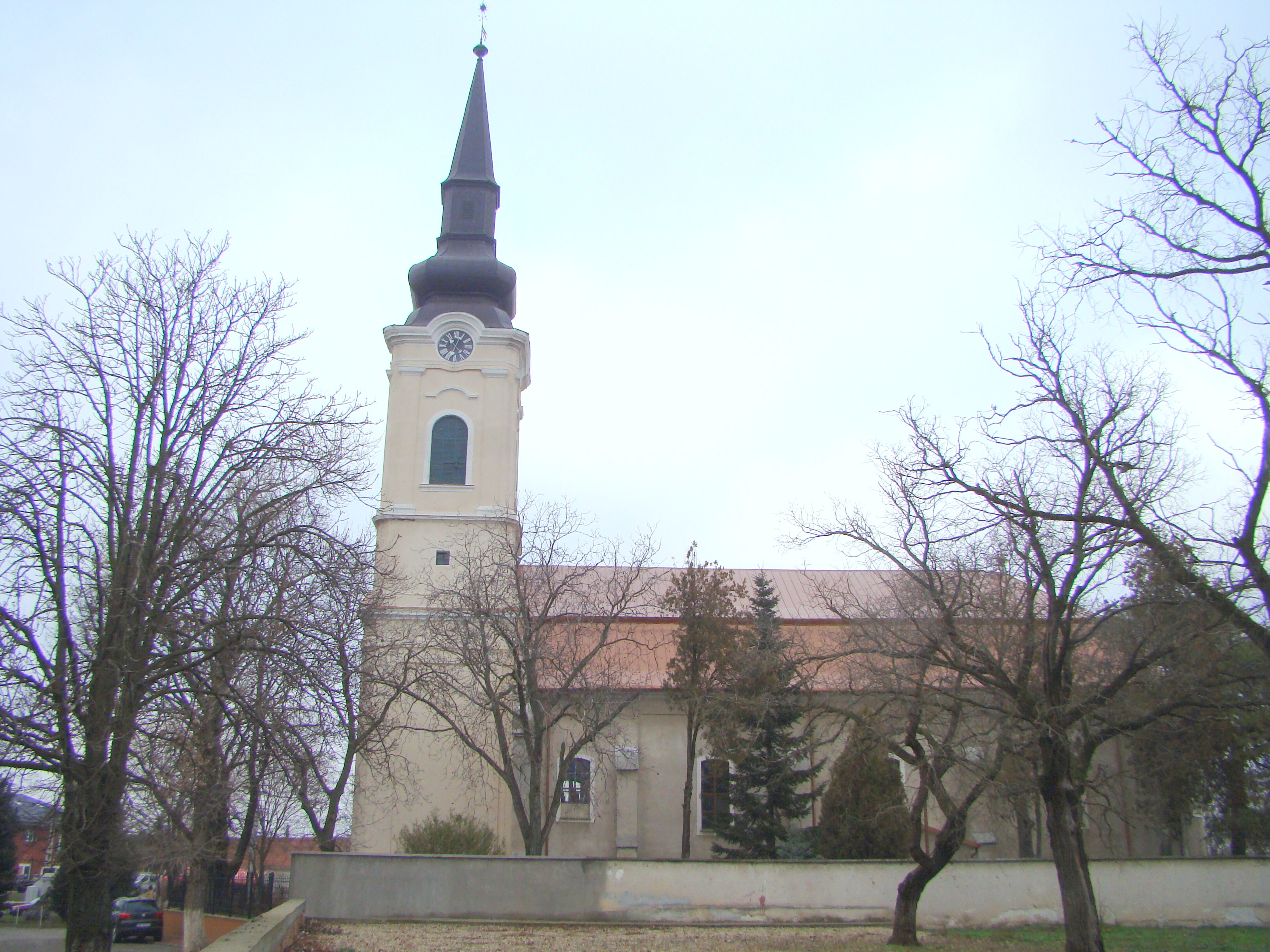
Biserica reformată
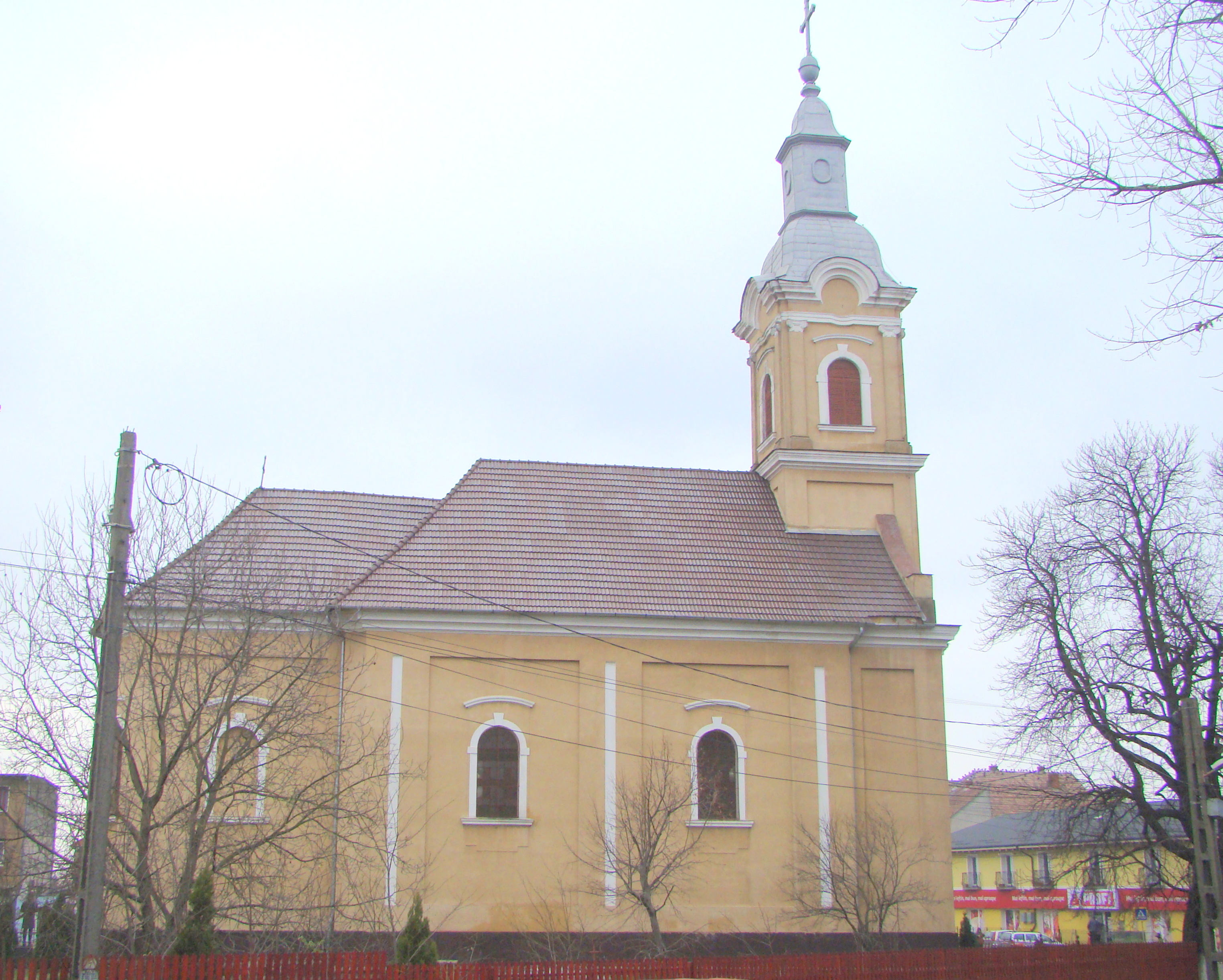
Biserica romano-catolică
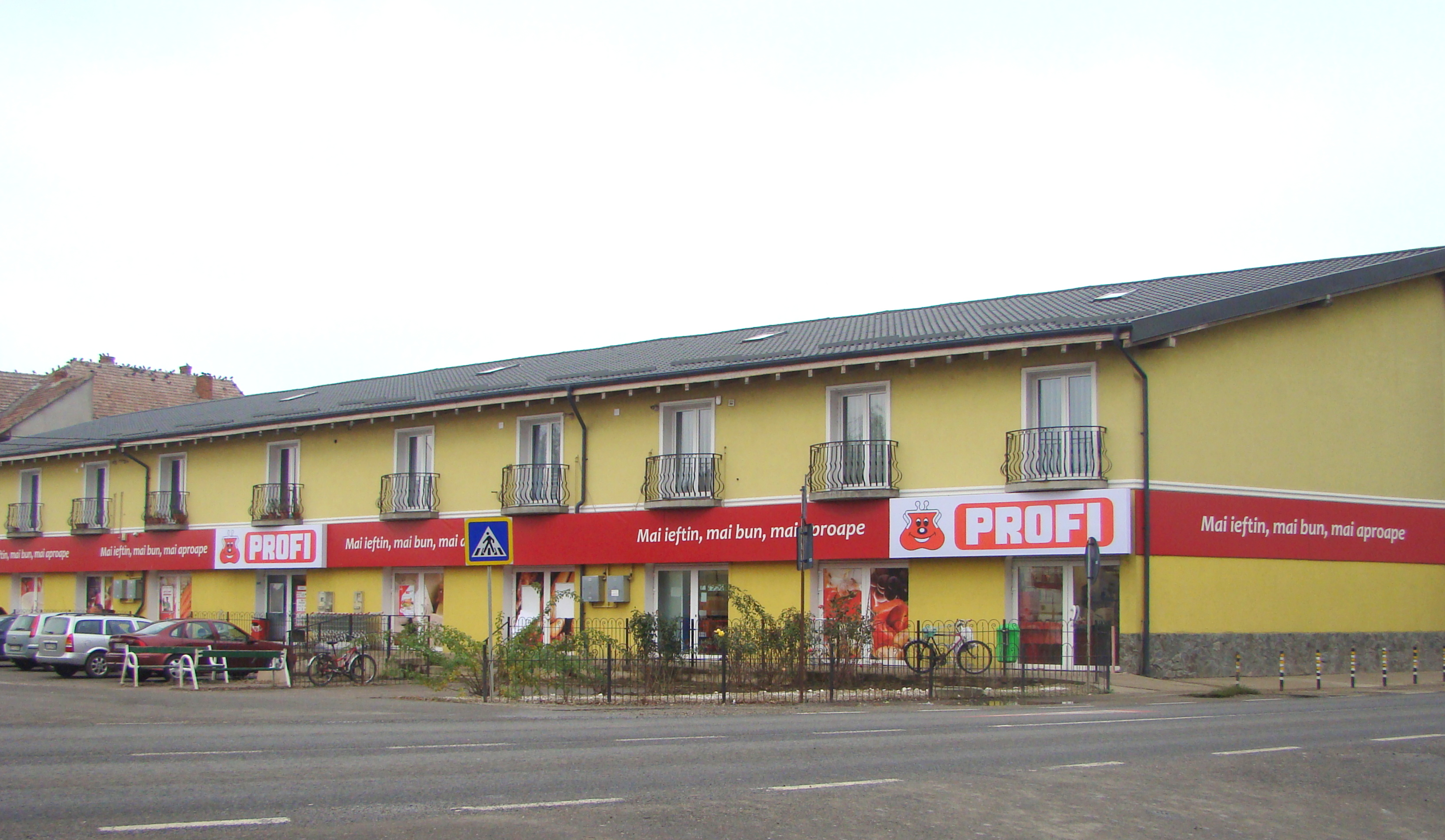